# Голубев, Александр Ефимович
Алекса́ндр Ефи́мович Го́лубев (1836—1926) — предприниматель, меценат и профессор гистологии. Совместно со своими компаньонами открыл винное дело, получил в наследство от своего брата огромную сумму и золотопромышленное предприятие. Занимался благотворительностью. Активно участвовал в общественной жизни страны. Скончался в 1926 году, будучи гражданином СССР.

## Биография
Родился в Нижнем Ломове (Пензенская губерния) в семье чиновника. Окончил Пензенскую гимназию (1851) и медицинский факультет Казанского университета со званием лекаря (1857). Не имя средств продолжать обучение за границей, он уехал в Якутию, где его сводный по матери брат А. Семеняев получил разрешение «отыскивать и разрабатывать золотосодержащие россыпи в казенных землях Сибири». Он не только исполнял обязанности врача, но и наблюдал за работами на приисках. После смерти Семеняева получил в наследство его дело и значительные финансовые средства и организовал товарищество «Голубев и Ко».

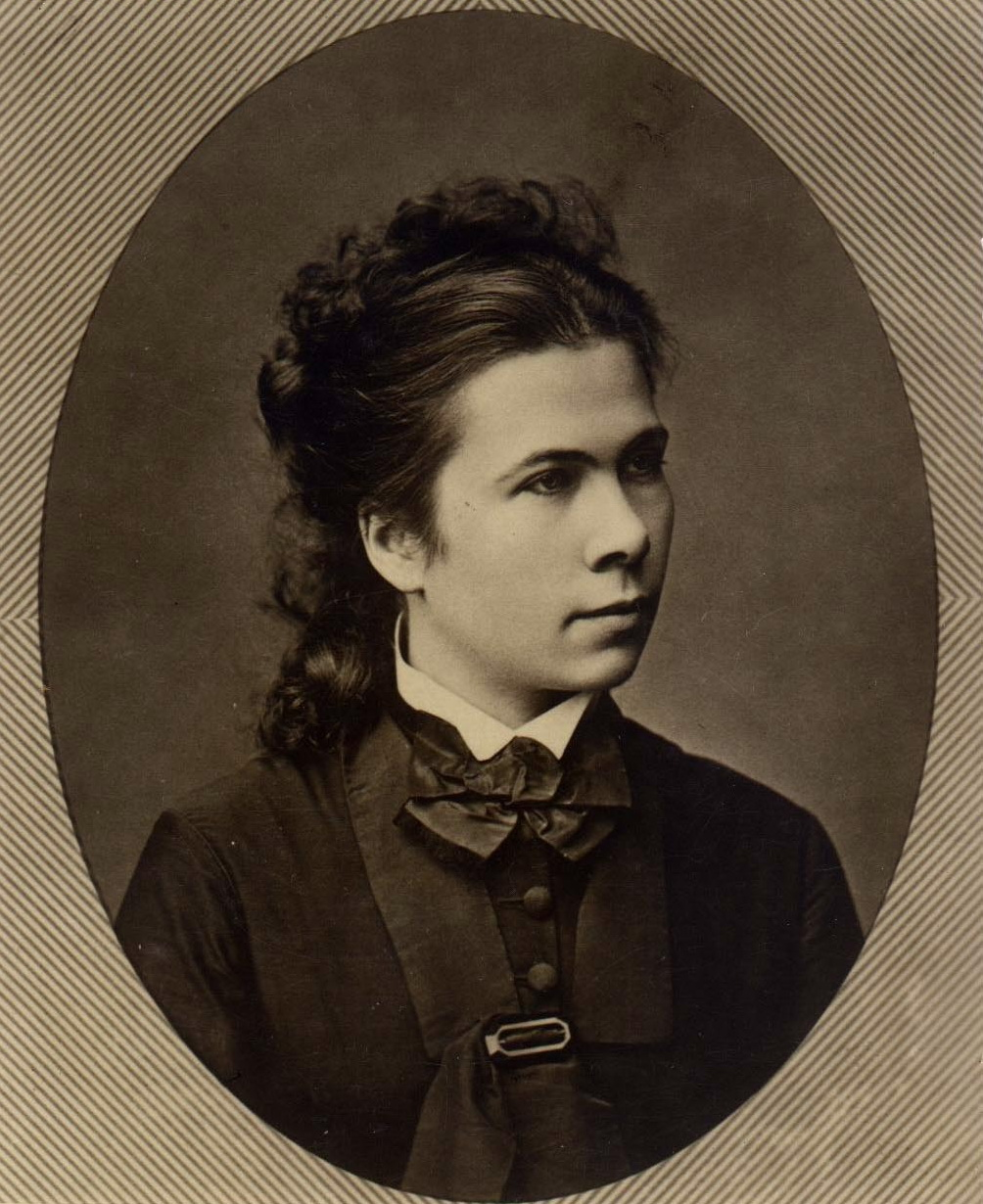
Надежда Прокофьевна Суслова, жена А. Е. Голубева

В 1867 году он продолжил медицинское образование: уехал в Австрию, где в университете Граца занимался у А. Роллетта. В Австрии он познакомился с Иваном Сеченовым, его будущей женой Марией Боковой и своей будущей женой Надеждой Сусловой — первыми женщинами-врачами в России.
В ноябре 1868 года медико-хирургическая академия удостоила его степенью доктора медицины за диссертацию «Материалы для анатомии, физиологии и истории развития волосных сосудов», а 28 мая 1869 года он был избран доцентом Казанского университета по кафедре гистологии; с 24 октября 1869 года — экстраординарный профессор. В январе 1870 года был избран экстраординарным профессором в Харьковский университет, но остался в Казани. Однако 3 ноября 1871 года подал подал прошение об увольнении в знак протеста против увольнения профессора Лесгафта; был уволен 30 ноября.
В период работы Санкт-Петербургских женских врачебных курсов преподавал на них гистологию. Был профессором Ветеринарного института, адъюнкт-профессором Медико-хирургической академии. В 1886 году поступил на службу во Второй военный госпиталь.
А. Е. Голубев не только был медицинским работником, но и успешным для своего времени предпринимателем, у которого было собственное винное дело. В 1872 году вместе с профессором геологии Н. А. Головкинским, его помощником — промышленником В. П. Таюрским Голубев приобрёл в Крыму земли около горы Кастель.
Имение было названо «Кастель-Приморский». Обустройством и организаторской работой занимался Таюрский. Он заявил, что реальную прибыль может принести только виноградник, но только в том случае, если правильно поставить приоритеты и основательно заняться работой. Саженцы закупались во Франции и уже к 1876 году был получен нормальный урожай и довольно приличный доход, который принёс этот урожай. Осенью 1876 года было сделано 461 ведро вина. Само качество напитка было очень хорошим и Голубев даже получил малую серебряную медаль в Петербурге в 1910 году от Российского общества плодоводства.
Было решено делать вино под названием «Кастель-Приморский». С 1871 по 1886 были вырыты штольни под вино. Уже скоро профессор Голубев решил открыть собственную лавку по продаже вина в Санкт-Петербурге. «Южнобережное имение А. Е. Голубева» — так на винных этикетках указывался изготовитель вина, виноград для которого выращивался на землях «Кастеля–Приморского». Согласно реестру 1903 года, в «Кастель-Приморском» делались столовое красное, столовое белое, столовое Каберне, Красный сортимент, Саперави, столовое Аликант, Алеатико, Мурведр, столовое Бордо, Каберне или Лафит, Сортимент белый, Семильон или Сотерн, Мускат белый полусухой, Мускат сладкий десертный, Мускат ликерный, Мускат розовый полусухой, портвейны и другие. По данным на 2016 год, в коллекции вин компании НПАО «Массандра» состоит 19 бутылок белого Муската Александра Голубева, а также 35 единиц розового Муската.

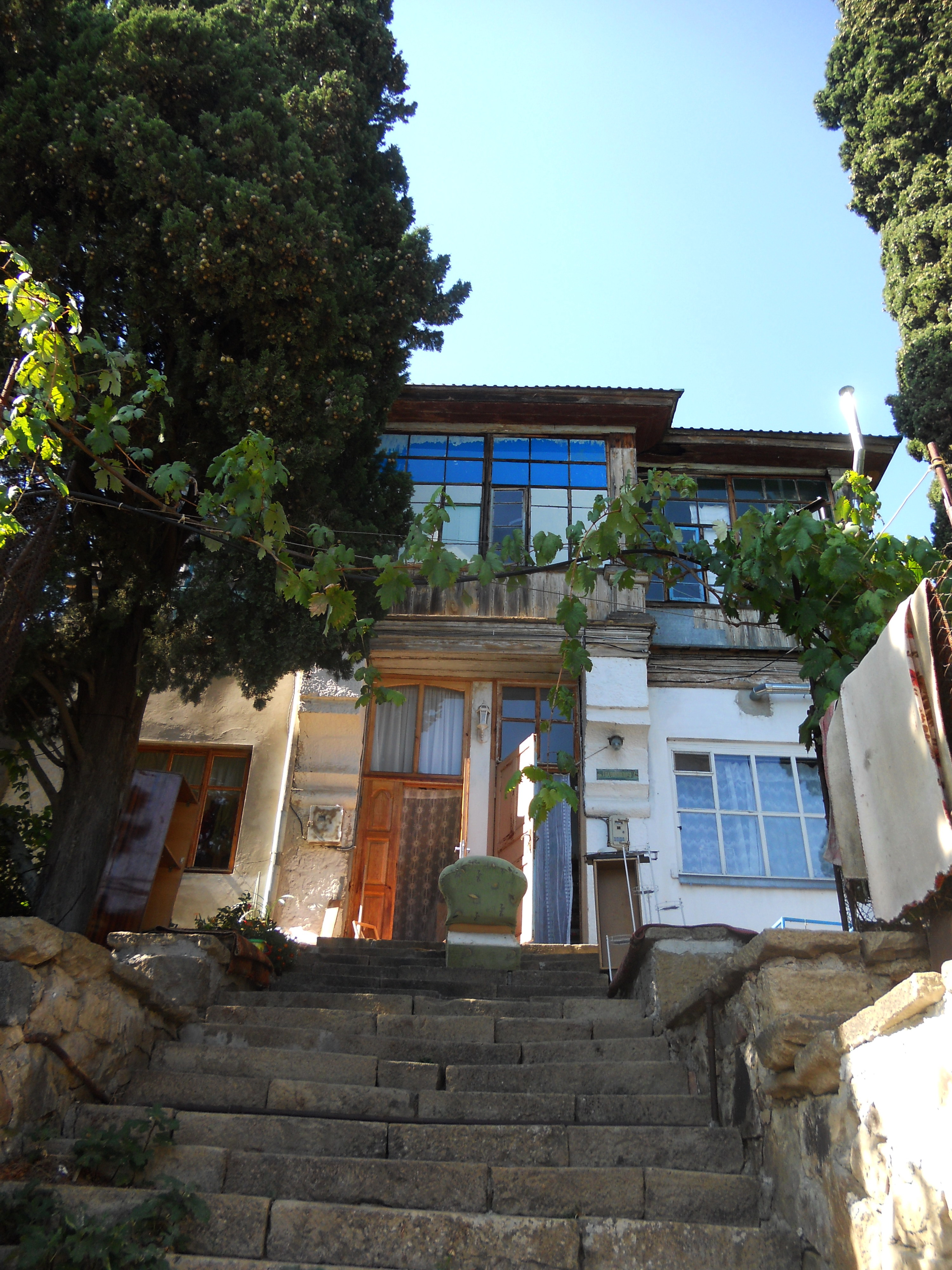
Дом Н. П. Сусловой и А. Е. Голубева, Лазурное

По поводу богатства семьи Н. П. Суслова писала: «Они не отняты, не украдены, а случайно найдены и считаем своим священным долгом не расточать их, чтобы после нашей смерти они могли выручить других, вообще потребиться на полезное». И они постоянно жертвовал деньги, обычно, на содержание различных учреждений. Голубев вёл активную общественную жизнь. Материалы Ялтинского уездного земского собрания свидетельствуют о том, что А. Е. Голубев неоднократно избирался в сельскохозяйственный совет земства (часто единогласно); избирали его и попечителем лечебных заведений Алушты. Также он внёс денежный вклад в развитие дороги в Профессорский уголок. Вместе со своей женой он много сделал для решения вопросов обеспечения медицинскими услугами простых жителей кастельской земли. Рядом с домом Голубева было построено здание приемного покоя для больных Надежды Прокофьевны, которая не только лечила больных бесплатно, но и сама оплачивала ею же выписанные рецепты.
В 1918 году в Крым пришла гражданская война и в этом же году от паралича сердца умерла его жена — Надежда Прокофьевна. Через некоторое время имение былого предпринимателя было разграблено.
Под конец жизни Голубев был тяжело болен; ослепший от глаукомы и одинокий, без малейших денег, он жил в части своего бывшего дома; власти его не трогали.
После его смерти в 1926 году, около четырёх тысяч книг было передано в библиотеку Крымского педагогического института им. М. В. Фрунзе, на разных языках, в том числе русском.
Позже на месте имения был основан совхоз «Кастель», которой через некоторое время стал частью совхоза-завода «Таврида» «ПАО «Массандра». Он точно также имел назначение производить десертные и ликёрные вина, в том числе Мускат белый; однако уже в 1990-х годах завод был заброшен, а на его месте сделали малое научное учреждение «Магарач-Ливадия», ставшее затем ООО «Маглив». В 2006 предприятие снова заработало: появился спонсор, который был готов вкладывать деньги в дело. Началось производству сухих вин, но из-за финансовых проблем перешли на коньяки. Сейчас на том месте расположен маленький завод, который производит виноградные водки и коньяки.

## Труды[5]
- Ряд исследований А. Е. Голубева, помещенных до 1868 года, преимущественно в записках венскиой академии наук, главнейшими своими результатами сведены в учебник гистологии. — 1868.
- Материалы для анатомии, физиологии и истории развития волосных сосудов. Докторская диссертация. — СПб., 1868.
- О развитии нервных полостей в яйцах батрахий // Протокол II съезда русских естествоиспытателей. — 1869.